# Campinas (gemeente)
Campinas (IPA: [kɐ̃ːˈpinɐs]) is een stad en gemeente in de deelstaat São Paulo in Brazilië.
De stad heeft een oppervlakte van 795 km² en heeft naar schatting 1.138.309 (IBGE Census 2022) inwoners, waarvan 98,3% in het stedelijk gebied leeft. Campinas is de op twee na grootste stad in de staat na São Paulo (11.451.245 inwoners) en Guarulhos (1.291.784 inwoners).

## Naam en symbolen
Campinas betekent grasvelden in het Portugees en slaat op het karakteristieke landschap, dat voornamelijk bestaat uit grote, uitgestrekte en dichtbegroeide subtropische bossen (mato grosso, oftewel "dikke bomen" in het Portugees). Deze bossen liggen hoofdzakelijk langs de vele rivieren en tussen de golvende heuvels waar de meest uiteenlopende soorten planten groeien.
Campinas staat ook bekend als "Cidade das Andorinhas" (Stad van de Zwaluwen), omdat het een favoriete plek is voor deze trekvogels, die in groten getale naar de stad komen. Toch waren de vogels in de jaren 50 bijna allemaal uit de stad verdwenen. Dit kwam waarschijnlijk door de afbraak van de kerk en het nabijgelegen plein, dat diende als hun verblijfplaats.
Op de vlag van Campinas staat een afbeelding van de feniks, een mythische vogel. De wedergeboorte van dit dier vond plaats na de grote gele koorts epidemie in de 19e eeuw, waarbij meer dan 25% van alle inwoners van Campinas om het leven kwam.
Een inwoner van Campinas wordt een campineiro of campinense genoemd.

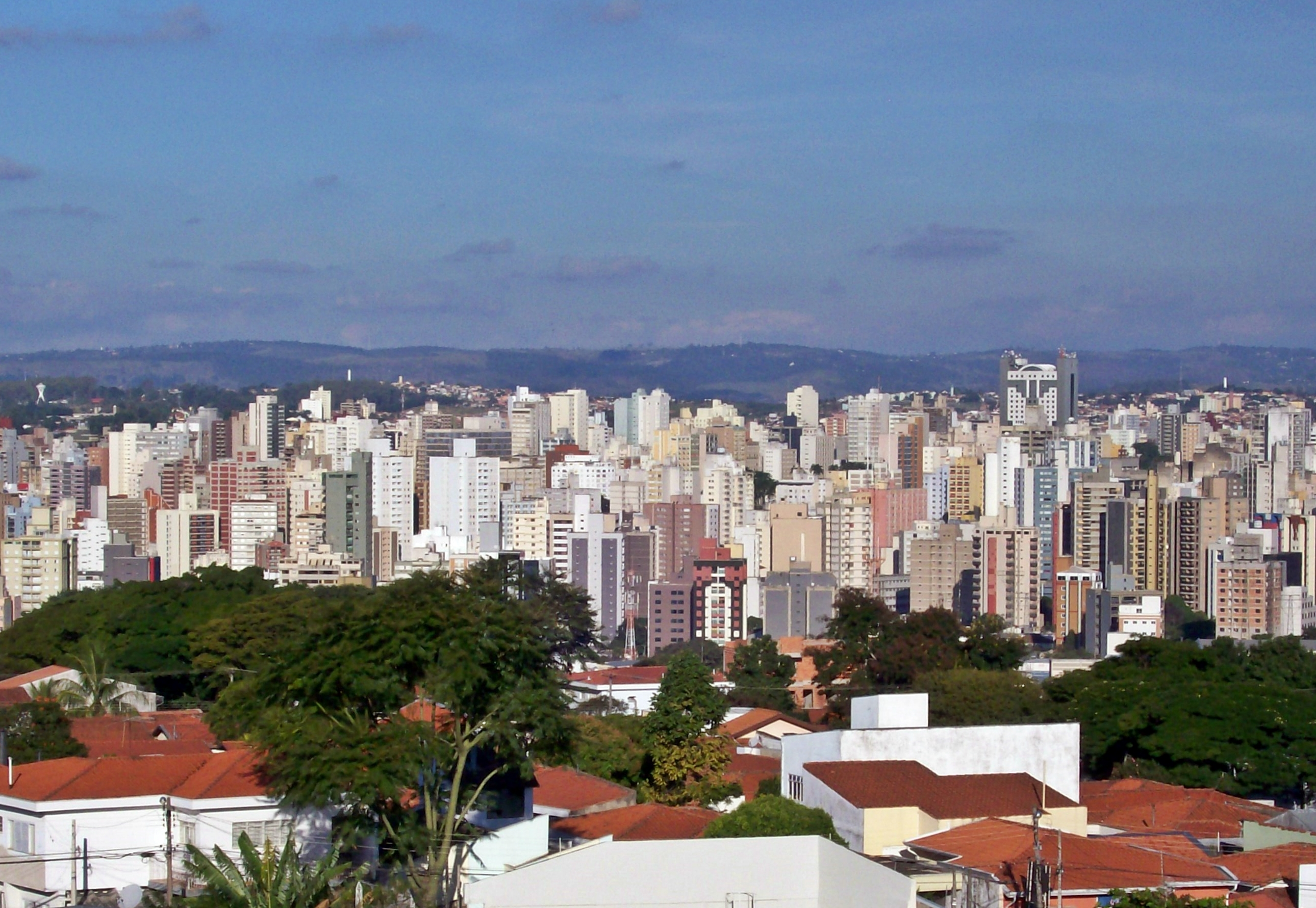
Panorama van Campinas
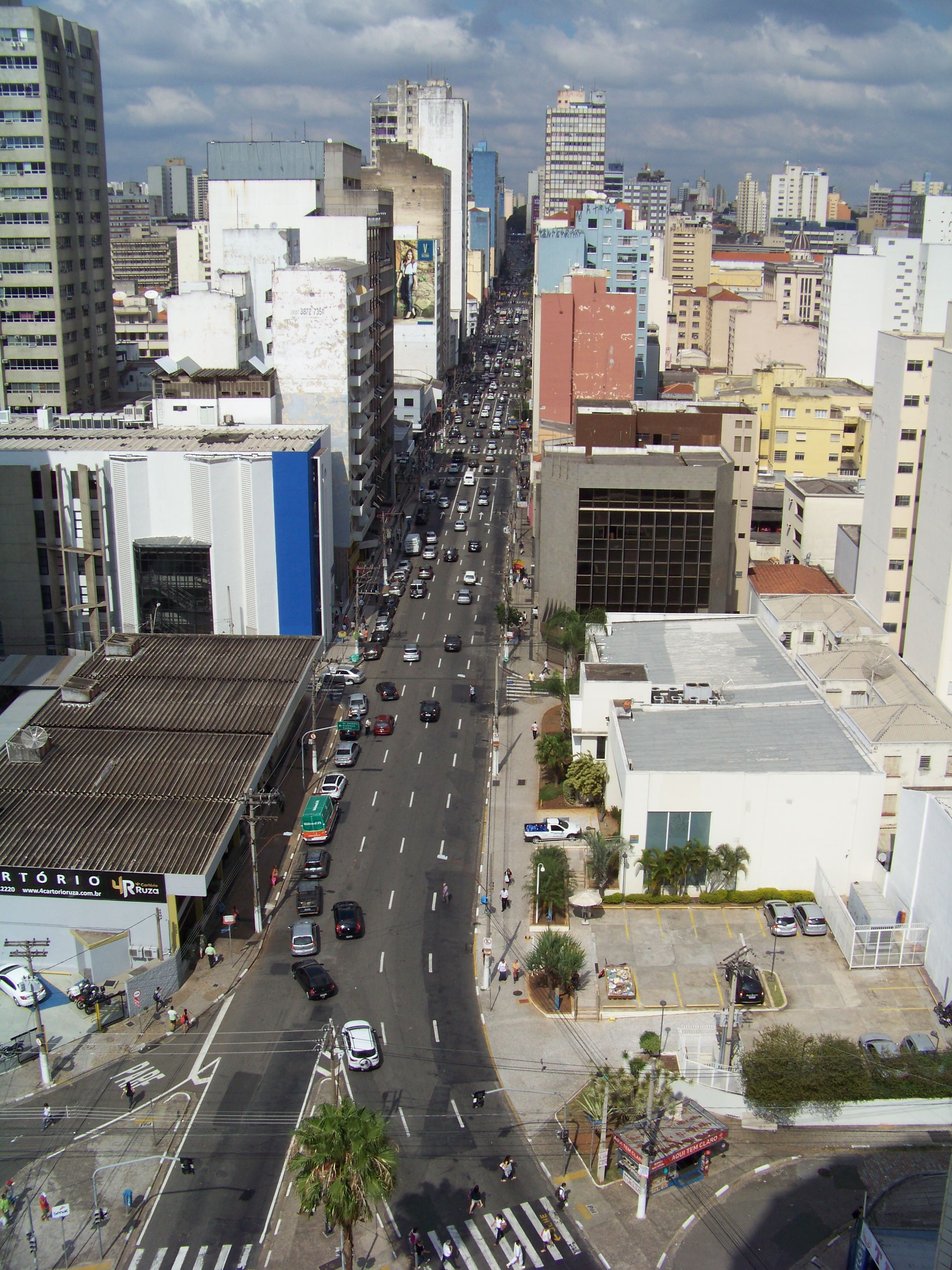
Centrum
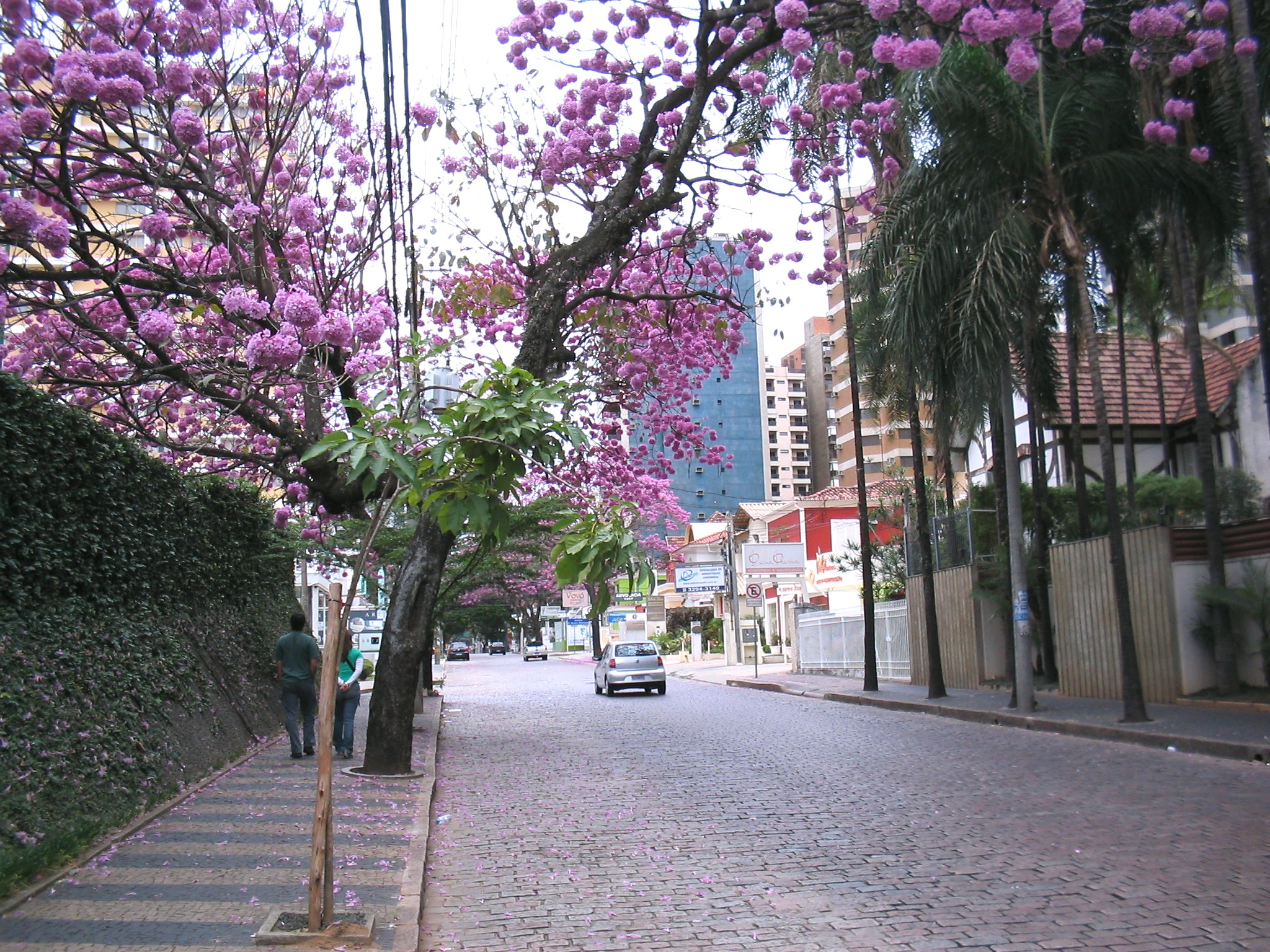
Tabebuia langs de straten

## Hoofdstedelijk gebied van Campinas
Sinds 2000 behoort Campinas officieel tot het hoofdstedelijk gebied RMC (Região Metropolitana de Campinas) bestaande uit 19 gemeenten met totaal 2,8 miljoen inwoners en een landoppervlakte van 3.348 km² (2010). De RMC grenst aan het hoofdstedelijk gebied van São Paulo (RMSP). De volgende gemeenten behoren tot het hoofdstedelijk gebied van Campinas:
- Americana
- Artur Nogueira
- Campinas
- Cosmópolis
- Engenheiro Coelho
- Holambra
- Hortolândia
- Indaiatuba
- Itatiba
- Jaguariúna

- Monte Mor
- Nova Odessa
- Paulínia
- Pedreira
- Santa Bárbara d'Oeste
- Santo Antônio de Posse
- Sumaré
- Valinhos
- Vinhedo

Hoofdstedelijk gebied van Campinas

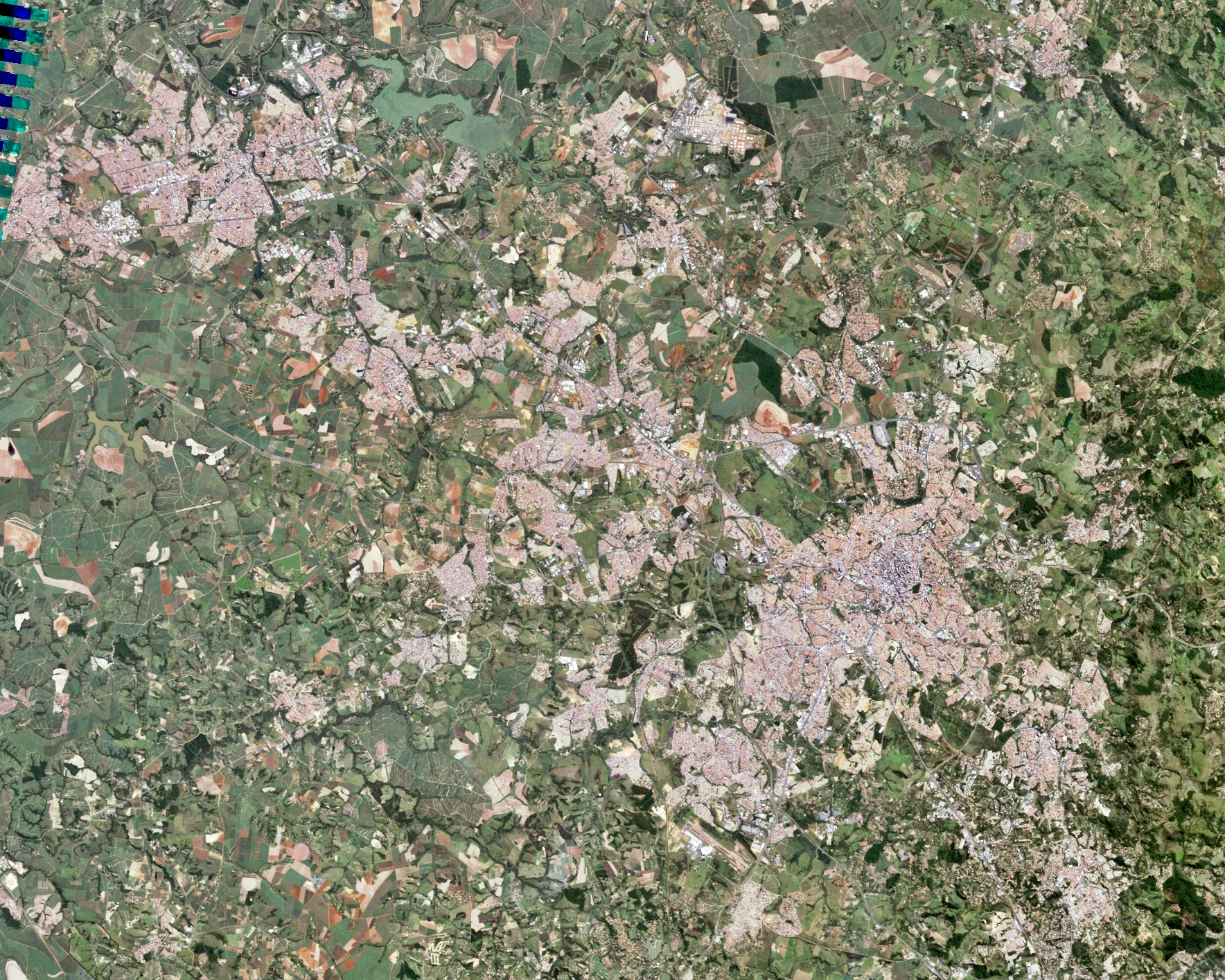
Satellietbeeld van de regio

De gemeente Campinas is ook het administratieve centrum van de micro- en meso-regio. De micro-regio bestaat uit de RMC en de gemeente Elias Fausto. Bij de meso-regio horen ook nog de volgende gemeenten: Aguaí, Amparo, Águas da Prata, Águas de Lindóia, Caconde, Casa Branca, Divinolândia, Espírito Santo do Pinhal, Estiva Gerbi, Itapira, Itobi, Lindóia, Mococa, Mogi Guaçu, Mogi-Mirim, Monte Alegre do Sul, Pedra Bela, Pinhalzinho, Pirassununga, Porto Ferreira, Santa Cruz das Palmeiras, Santo Antônio do Jardim, São João da Boa Vista, São José do Rio Pardo, São Sebastião da Grama, Serra Negra, Socorro, Tambaú, Tapiratiba, Vargem Grande do Sul en Vinhedo.
Overige steden die geografisch, historisch of economisch bij de meso-regio horen zijn: Araras, Atibaia, Bragança Paulista, Capivari, Conchal, Iracemápolis, Itu, Itupeva, Jarinu, Jundiai, Limeira, Louveira, Mombuca, Morungaba, Piracicaba, Rafard, Rio das Pedras, Salto en Tuiuti.

## Aangrenzende gemeenten
De gemeente grenst aan Hortolândia, Indaiatuba, Itupeva, Jaguariúna, Monte Mor, Morungaba, Paulínia, Pedreira, Sumaré en Valinhos.

## Verkeer en vervoer

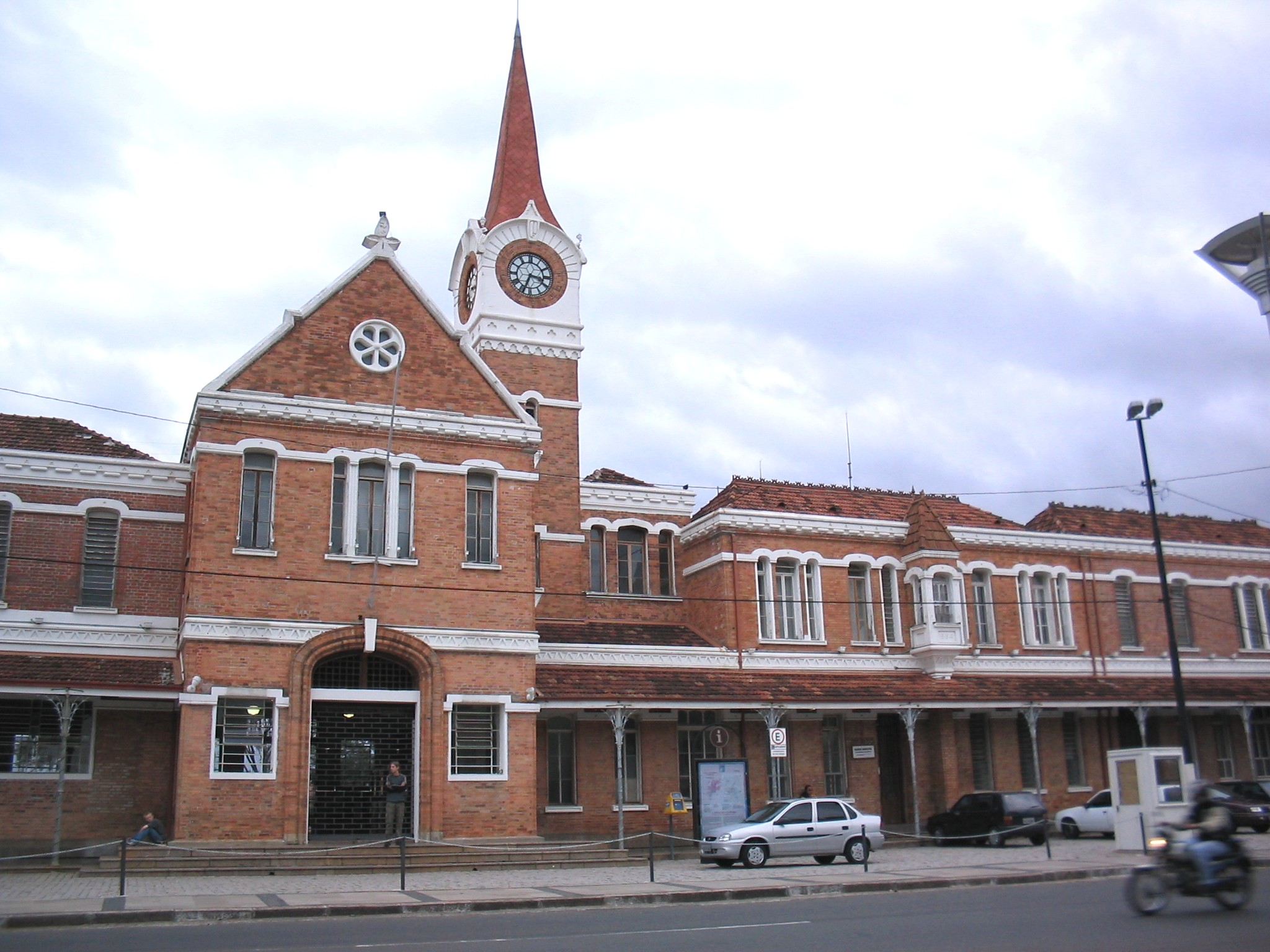
Spoorwegstation van Campinas

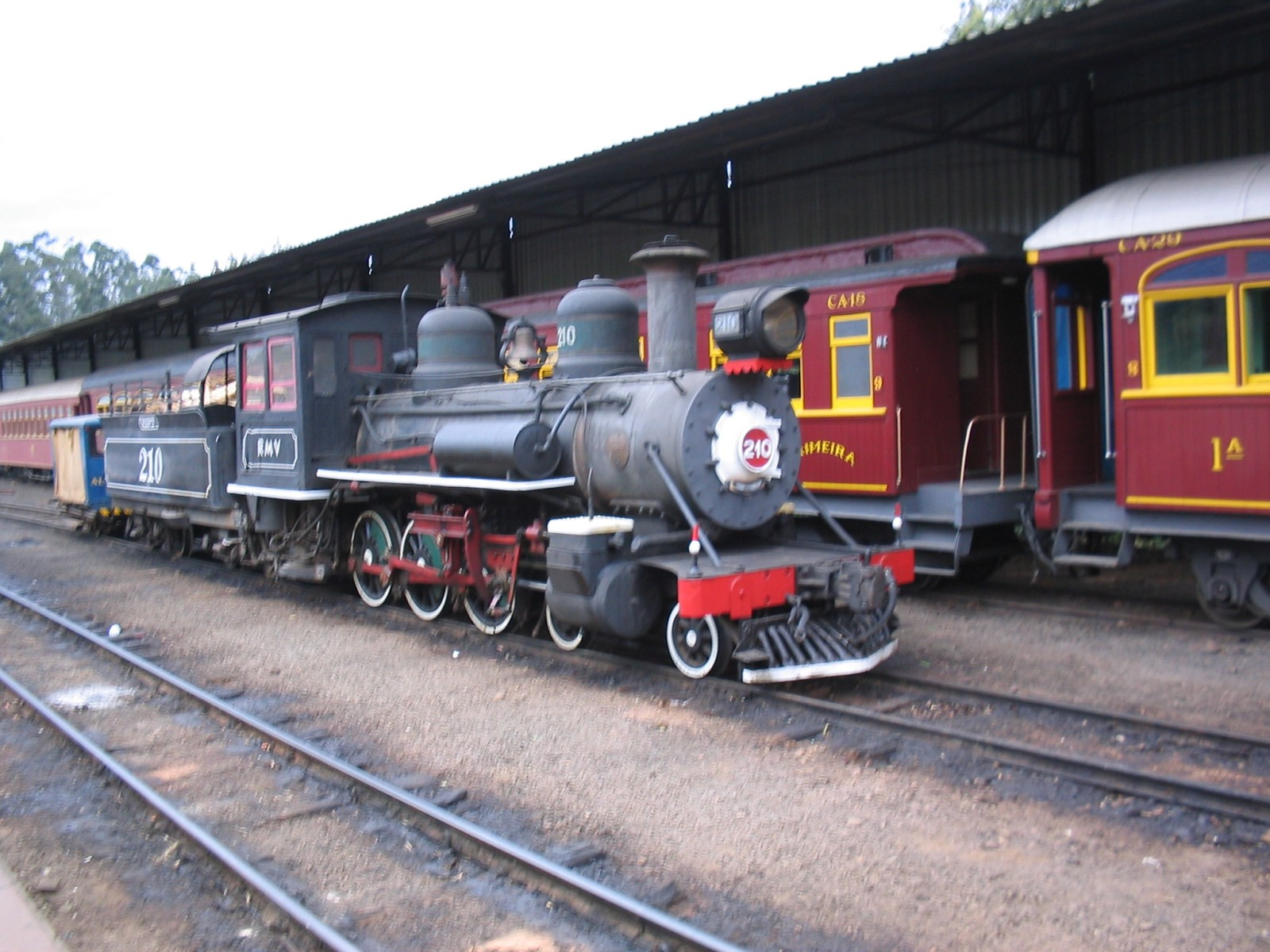
Locomotief op het station van Campinas

### Wegverkeer
Campinas is een belangrijk transport- en telecommunicatiecentrum voor de staat São Paulo omdat de stad aan belangrijke verkeersaders ligt die de hoofdstad São Paulo met het noordwesten en de noordelijke delen van de staat verbindt. De stad wordt omringd door de Campinas Ringweg (Anel Viário) en de volgende zeven snelwegen:
- Rodovia Anhangüera (BR-050)
- Rodovia dos Bandeirantes
- Rodovia Santos Dumont
- Rodovia Dom Pedro I
- Rodovia Adhemar de Barros
- Rodovia General Milton Tavares de Souza
- Rodovia Jornalista Francisco Aguirre Proença

De bovengenoemde wegen zijn uiterst modern en aangelegd volgens de strengste internationale standaardeisen. De Anel Viário José Magalhães Teixeira (SP-038) die rond de stad ligt verbindt tegenwoordig de Anhangüera en Dom Pedro I snelwegen.

### Spoorwegen
Campinas is voor lange tijd een belangrijk spoorwegenknooppunt geweest, hoewel passagierstreinen hier nog zelden komen.

### Luchtvaart
De internationale luchthaven Viracopos Airport is lang het belangrijkste vrachtoverslagpunt geweest van de staat, maar het personenvervoer stijgt er sterk.

## Sport
De twee belangrijkste voetbalclubs van Campinas zijn Guarani FC en AA Ponte Preta. Guarani FC speelt haar wedstrijden in het Estádio Brinco de Ouro da Princesa. AA Ponte Preta deelt haar stadion Estádio Moisés Lucarelli met Red Bull Brasil. Red Bull Brasil is een in 2007 door het Oostenrijkse bedrijf Red Bull opgerichte voetbalclub. 

## Stedenbanden
Zustersteden van Campinas:
- Córdoba, Argentinië
- Belém, Brazilië
- Blumenau, Brazilië
- Peruíbe, Brazilië
- Ubatuba, Brazilië
- Concepción, Chili
- Fuzhou, China
- Malito, Italië
- Turijn[bron?], Italië
- Daloa, Ivoorkust
- Gifu, Japan
- Jericho, Palestina
- Asunción, Paraguay
- Novi Sad, Servië
- San Diego, Verenigde Staten

## Bekende inwoners van Campinas

### Geboren
- Antônio Carlos Gomes (1836-1896), componist en pianist
- Manuel Ferraz de Campos Sales (1841-1913), president van Brazilië (1898-1902)
- Crodowaldo Pavan (1919-2009), bioloog en geneticus
- Moacir Barbosa Nascimento (1921-2000), voetballer
- Antenor Lucas, "Brandãozinho" (1925-2000), voetballer
- Olavo de Carvalho (1947-2022), filosoof en schrijver
- Oscar Sales Bueno Filho, "Dicá" (1947), voetballer
- João Paulo (1964), voetballer
- Luís Fabiano (1980), voetballer
- Fabiana Murer (1981), polsstokhoogspringster
- Lovefoxxx (1984), zangeres van Cansei de Ser Sexy
- Danilo Silva (1986), voetballer
- José Rodolfo Pires Ribeiro, "Dodô" (1992), voetballer
- Gabriel Girotto Franco (1992), voetballer
- Arthur Mariano (1993), turner
- Gilberto Moraes Júnior (1993), voetballer
- Fábio Henrique Tavares, "Fabinho" (1993), voetballer
- Gustavo Scarpa (1994), voetballer
- Carlos Augusto (1999), voetballer